# Cieza
|  | Per a altres significats, vegeu «Cieza (Cantàbria)». |

Cieza és la capital de l'Alt Segura (o Vega Alta), província de Múrcia. Té 35.283 habitants i es dedica fonamentalment als cultius de regadiu (llimes, taronges, préssecs, hortalisses). És coneguda pels seus calorosos estius, amb temperatures que sobrepassen els 40º en moltes ocasions. Així com pels préssecs de Cieza que gaudixen de fama internacional.

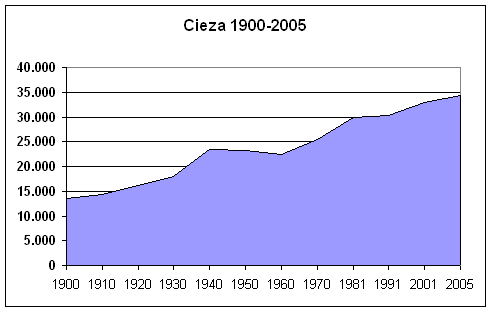
Evolució demogràfica per decennis i 2005